# Concepción Fernández-Chicarro y de Dios
Concepción Fernández Chicarro (Tortosa, 23 d'octubre 1916 - 31 d'octubre de 1979) va ser una arqueòloga i professora catalana.

## Biografia
Es va llicenciar en Filosofia i Lletres a Madrid, el 1940, obtenint el premi extraordinari. Tres anys després va presentar la seva tesi doctoral, titulada Laudes Hispaniae, Dirigida per Antonio García Bellido, en la qual també va obtenir el premi extraordinari. Va ser professora Ajudant de la Càtedra d'Arqueologia Clàssica i de Llengua i Literatura de la Universitat de Madrid i el 1945 ingressa en el Cos Facultatiu d'Arxivers, Bibliotecaris i Arqueòlegs incorporant-se al Museu Arqueològic de Sevilla.
Quan s'incorpora a la seva nova plaça, el museu preparava el trasllat a la seu actual a la Plaça d'Amèrica, col·laborant activament en el muntatge de la seva exposició.
Des de 1959, quan va substituir Juan Lafita després de la seva jubilació, es va mantenir en la direcció del Museu fins a la seva defunció el 1979. Juntament amb el Museu de Sevilla, es va fer càrrec, igualment, de la direcció del Museu de la Necròpoli de Camona (avui Conjunt Arqueològic de Carmona) i, a partir de 1975, del Museu d'Itàlica
Sota la seva direcció es va reformar el Museu Arqueològic de Sevilla entre 1970 i 1974, adequant-lo a les necessitats del moment.
Malgrat la seva dedicació al museu, mai va abandonar la seva activitat docent. Entre 1951 i 1966 i posteriorment, entre 1970 i 1973, va impartir classes en la Facultat de Filosofia i Lletres de la Universitat de Sevilla en les assignatures d'Arqueologia Clàssica, Epigrafia i Numismàtica i, posteriorment, de Museografia i Arts sumptuàries.
Va ser la primera dona a ser nomenada (1946) Comissària Local d'Excavacions Arqueològiques. Va mantenir una constant activitat en el camp de la recerca arqueològica, destacant el seu treballs en la Necròpoli ibèrica dels Castellones de Ceal (Hinojares), Carteia (San Roque) o l'Amfiteatre d'Itàlica.
Els seus múltiples treballs li van portar a rebre distincions i ser premiada com a acadèmica o membre destacat d'institucions com la Reial Acadèmia de la Història, l'Acadèmia de Belles arts Santa Isabel d'Hongria, L'Associació d'Arqueòlegs Portuguesos, el Deutsches Archaeologisches Institut i la Societat Espanyola d'Estudis Clàssics.

## Publicacions
Autora d'un ampli nombre de treballs, la seva producció es pot estructurar en quatre grups:
- Publicacions de guies del Museu Arqueològic de Sevilla, en edicions de 1945, 1951, 1957, 1969 i 1973, aquesta última en diversos idiomes.
- Publicacions centrades a donar a conèixer la recerca de la col·lecció del Museu.
- Publicacions de les excavacions dutes a terme en diverses àrees d'Andalusia.
- Publicacions sobre temes museístics.

Ens la seva àmplia bibliografia es poden destacar:
- Los dólmenes de Valencina de la Concepción. Pub. Ajuntament de Sevilla. Sevilla,1974.
- Informe sobre las excavaciones del Anfiteatro Romano de Carmona (Sevilla). Actes del XIII Congrés Arqueològic Nacional, Huelva, 1972. Saragossa, 1975.
- Altar der Matres Aufanias aus Carmona. Spanien. Epigraphische Studien, t. V. Düseeldorf, 1968-69, pàg. 149-150.
- Museografía. Revista d'Arxius, Biblioteques i Museus, t. LVIII, 1952, p. 535 y ss..